# Открытая студия
«Открытая студия» — аналитическая и просветительская передача Пятого канала (2004—2017) и телеканала «78» (с 2017), в которой обсуждаются социальные и политические проблемы, актуальные для жителей Санкт-Петербурга и России. Гостями студии становиться как политические деятели, так и гости из культурного сообщества города и страны.
С 13 января 2024 года выходит в прямом эфире в выходные дни с 13:15 до 14:00. Повтор — в вечернее время в понедельник и вторник.

## О передаче

Логотип передачи 2006—2011 годов

Впервые передача вышла в эфир 1 апреля 2004 года в 14:45 под названием «Человек в большом городе». Хронометраж программы, в которой обсуждались социальные и культурные вопросы жизни Санкт-Петербурга, составлял 30 минут. Осенью 2006 года, в связи с началом общероссийского вещания Пятого канала, старое название утратило актуальность, и программе было присвоено имя «Открытая студия».
В период с 2004 по 2008 год программу, вместе с ведущей Никой Стрижак, представляла соведущая, основные задачи которой состояли в чтении электронных писем и сообщений на форуме программы, приходящих от зрителей во время прямого эфира, а также в комментировании сюжетов и графических материалов, относящихся к теме беседы. В разное время соведущими «Открытой студии» были: Жаклин Олейник, Ольга Терехова, Оксана Козырева.
Также, в период с 2004 по 2008 год, в программе был задействован корреспондент, который, находясь на улице, на углу Малой Садовой и Итальянской, принимал от случайных прохожих комментарии и вопросы, касающиеся темы разговора. В разное время корреспондентами «Открытой студии» были: Жаклин Олейник, Оксана Козырева, Андрей Смирнов, Роман Герасимов и другие корреспонденты Пятого канала.
Начиная с 2006 года Пятый канал начинает развивать корреспондентскую сеть в регионах России и, вместе с этим, в ряде городов начинают работать свои «открытые студии». Помимо московской, в передаче (а также в информационной программе «Сейчас») были задействованы студии Челябинска, Омска, Волгограда, Архангельска, Ставрополя и других городов. Всего, по состоянию на начало 2009 года, действовало десять «открытых студий».
Однако же, в связи с убытками компании на фоне финансового кризиса и последовавшей после него реорганизацией Пятого канала, все студии, кроме московской и петербургской, были закрыты.
С 31 января 2011 года, при оптимизации информационно-аналитического вещания Пятого канала, хронометраж программы удваивается и она занимает в эфире двухчасовой таймслот с 16:00 до 18:00.
С 27 августа 2012 по 9 июля 2015 года программа выходила в новом формате из первой студии телевизионного центра на улице Чапыгина, а открытая студия на Итальянской улице играет лишь номинальную роль. Хронометраж программы сократился до 50 минут. А открытая студия в центре Петербурга и вовсе не использовалась вплоть до 1 сентября 2017 года.
С 7 сентября 2015 по 26 июня 2017 года программу вела Инна Карпушина. В этот период программа была ориентирована преимущественно на внешнеполитические темы. Количество выпусков в неделю постоянно сокращалось — до февраля 2017 года программа выходила только со вторника по четверг, а с 13 марта 2017 года программа стала выходить только один раз в неделю — по понедельникам в полночь. Последний эфир на Пятом канале состоялся 26 июня 2017 года.
В течение июля-августа 2017 года программа временно выходила на радиостанции «Радио Петербург».
С 1 сентября 2017 года программа выходит на телеканале «78» из прежней студии в Доме радио на Итальянской улице, 27. Формат передачи возвращается к версии 2004—2012 годов, ведущими вновь стали Ника Стрижак и Роман Герасимов (до 22 июня 2021 года). Время выхода программы в эфир: 2017-2018 годах — с 12:10 до 14:00, весной-летом 2018 — с 14:10 до 16:00, 2018-2019 — с 16:00 до 17:00 часов по будням.
Со 2 февраля 2019 года по субботам вечером (с повтором в воскресенье утром) выходил специальный итоговый выпуск «Открытая студия. Неделя». Время выхода программы в эфир — с 19:00 до 21:00.
С 18 февраля 2020 года по 1 июня 2023 года программа выходила с понедельника по четверг с 20:10 до 21:00, иногда по сетке вещания время программы увеличивалось — с 19:10 до 21:00 или с 20:10 до 22:00. Повтор по будням — в 01:20. По пятницам эфир был с 19:15 до 21:00.
С 26 июня 2021 года программу ведёт Сергей Фадеев, также изменилась и заставка программы.
С 11 мая 2022 года студия в Доме радио на Итальянской улице, 27 была закрыта. Программа стала выходить из центрального офиса телеканала «78» на Петроградской стороне. Формат передачи остался прежним, новая студия находится за окнами с видом на крейсер «Аврора».
С 1 июня 2023 года закрыт итоговый выпуск «Открытая студия. Неделя». Программа выходила только с понедельника по четверг с 20:10 до 21:00. Повтор — по выходным в 06:55.
С 13 января 2024 года Открытая студия меняет формат и время выхода в эфир. Отныне она приходит к зрителю днём по субботам и воскресеньям в 13:15. Дважды в неделю по выходным Ника Стрижак выбирает неординарных собеседников, чья профессия, судьба, талант, опыт и поступки заслуживают подробного разговора. Это честный разговор, где нет ничего придуманного — только правдивые, веселые и серьезные истории о людях и деле, которому они служат. 

## Время выхода в эфир
| Телеканал      | Годы                | Время выхода      | Хронометраж     |
| -------------- | ------------------- | ----------------- | --------------- |
| Пятый канал    | 2004-2006           | пн-пт 14:45-15:15 | 30 минут        |
| Пятый канал    | 2006-2008           | пн-пт 14:45-15:45 | 1 час           |
| Пятый канал    | лето 2008           | пн-пт 14:30-15:30 | 1 час           |
| Пятый канал    | август-октябрь 2008 | пн-пт 17:00-18:00 | 1 час           |
| Пятый канал    | октябрь-ноябрь 2008 | пн-чт 17:00-18:00 | 1 час           |
| Пятый канал    | 2008-2011           | пн-пт 17:00-18:00 | 1 час           |
| Пятый канал    | 2011-2012           | пн-пт 16:00-18:00 | 2 часа          |
| Пятый канал    | 2012                | пн-чт 16:00-18:00 | 2 часа          |
| Пятый канал    | 2012-2013           | пн-чт 16:00-17:00 | 1 час           |
| Пятый канал    | 2013                | вт-чт 16:00-17:00 | 1 час           |
| Пятый канал    | 2014-2016           | вт-чт 16:00-16:50 | 50 минут        |
| Пятый канал    | 2016-2017           | вт-чт 16:00-17:30 | 1 час 30 минут  |
| Пятый канал    | весна-лето 2017     | пн 00:00-00:50    | 50 минут        |
| Телеканал «78» | 2017-2018           | пн-пт 12:15-14:00 | 1 часа 45 минут |
| Телеканал «78» | весна-лето 2018     | пн-пт 14:10-16:00 | 1 часа 50 минут |
| Телеканал «78» | 2018-2019           | пн-пт 16:00-17:00 | 1 час           |
| Телеканал «78» | 2019-2020           | пн-пт 16:00-17:00 | 1 час           |
| Телеканал «78» | 2019-2020           | сб 19:00-21:00    | 2 часа          |
| Телеканал «78» | 2020-2023           | пн-чт 20:10-21:00 | 50 минут        |
| Телеканал «78» | 2020-2023           | пт 19:15-21:00    | 1 час 45 минут  |
| Телеканал «78» | 2023                | пн-чт 20:10-21:00 | 50 минут        |
| Телеканал «78» | с 2024              | сб-вс 13:15-14:00 | 45 минут        |

## Об «открытой студии» в центре Петербурга
Съёмки программы «Открытая студия» с 2004 до 2015 года и с 2017 до 2022 года проходили в Ленинградском Доме радио, в центре Санкт-Петербурга, по адресу Итальянская улица, дом 27 (где также размещаются Радио «Петербург»). Сама студия представляет собой открытый для обзора с улицы съёмочный павильон на первом этаже здания. Окна «открытой студии» выходят на Манежную площадь и Малую Садовую улицу. Трансляция прямого эфира Пятого канала ведётся также и улице, где в витринном окне, со стороны Малой Садовой, установлен экран.

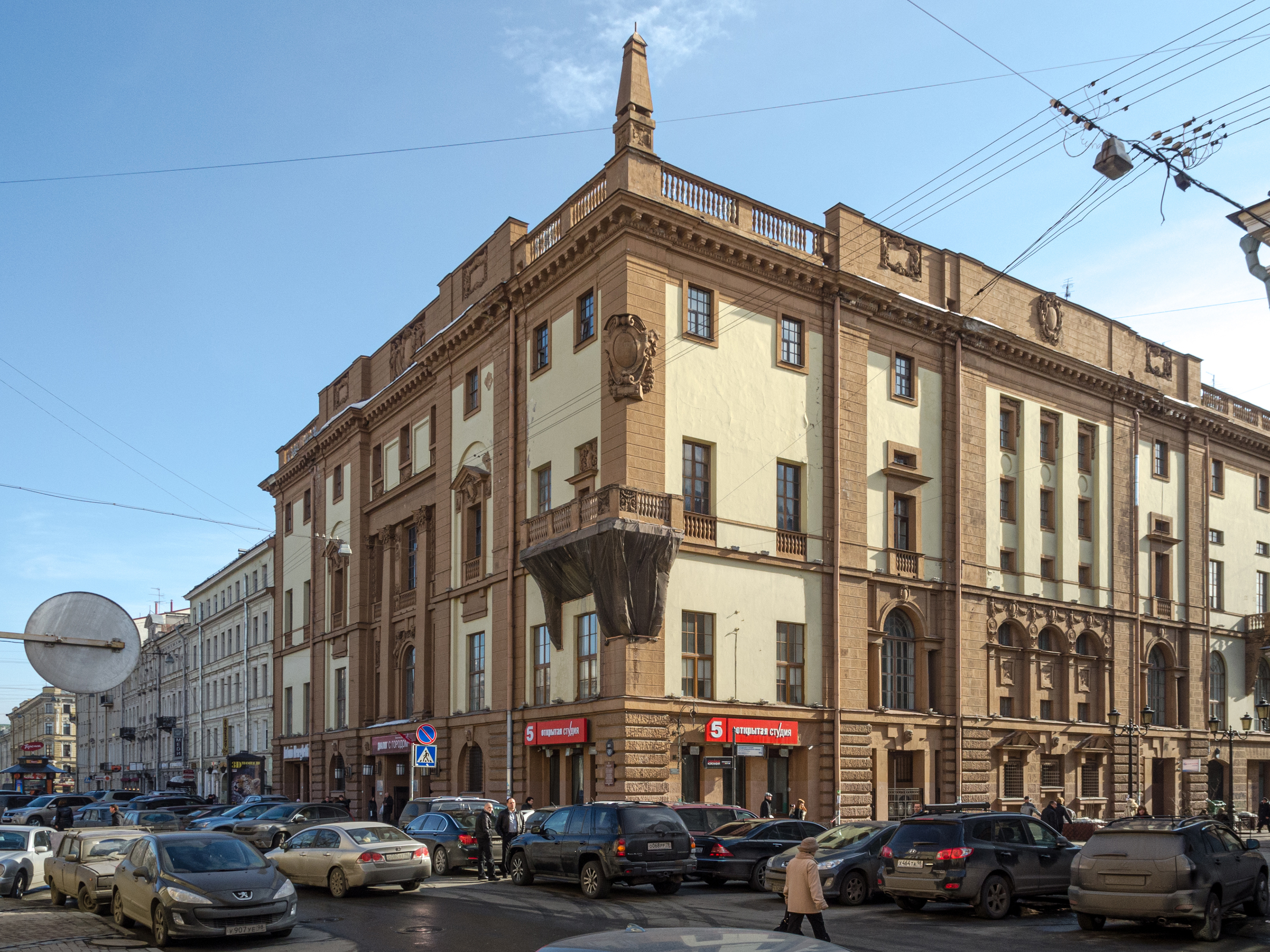
Итальянская улица, ленинградский Дом радио
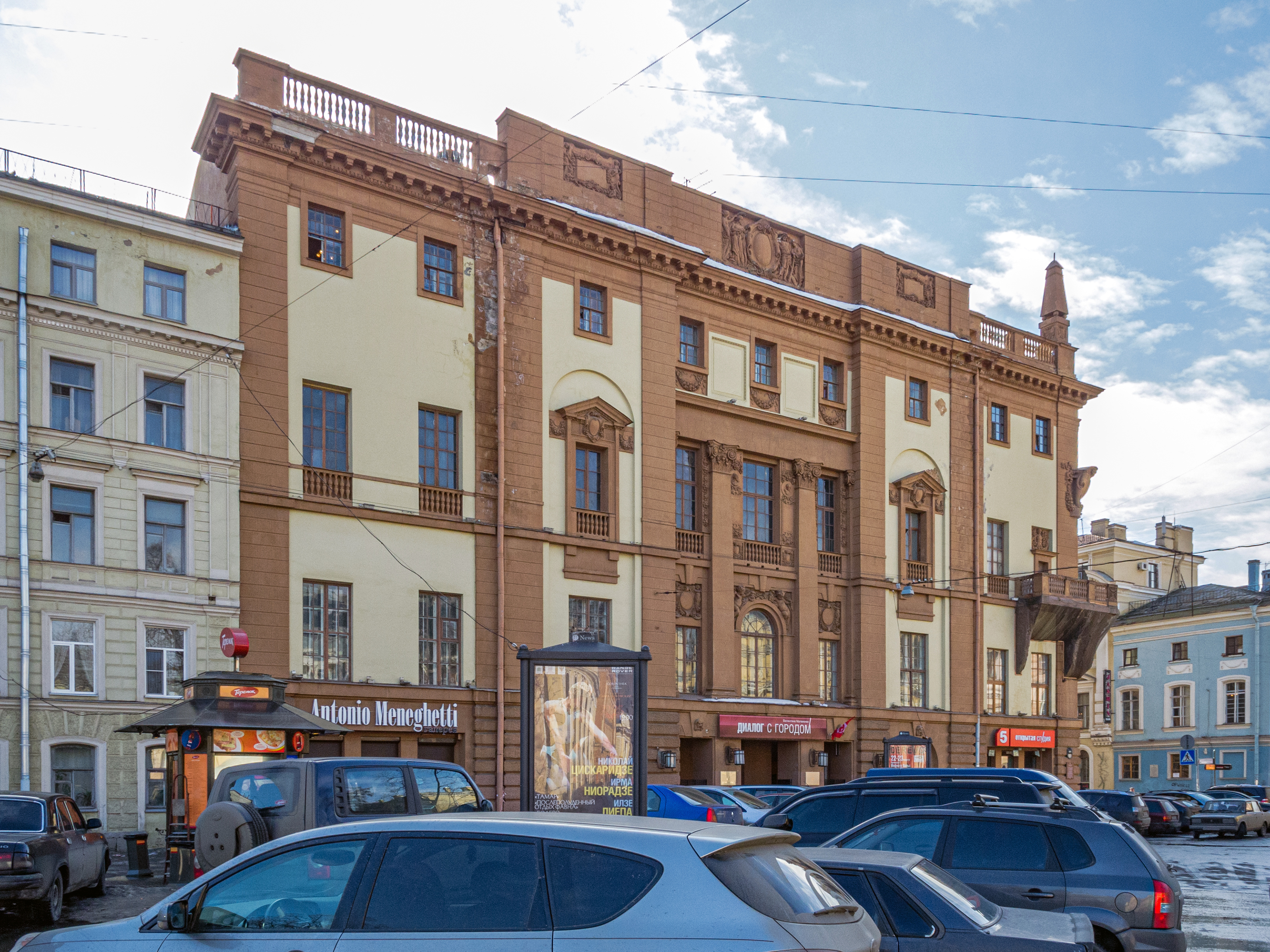
Ленинградский Дом радио, вид с Манежной площади
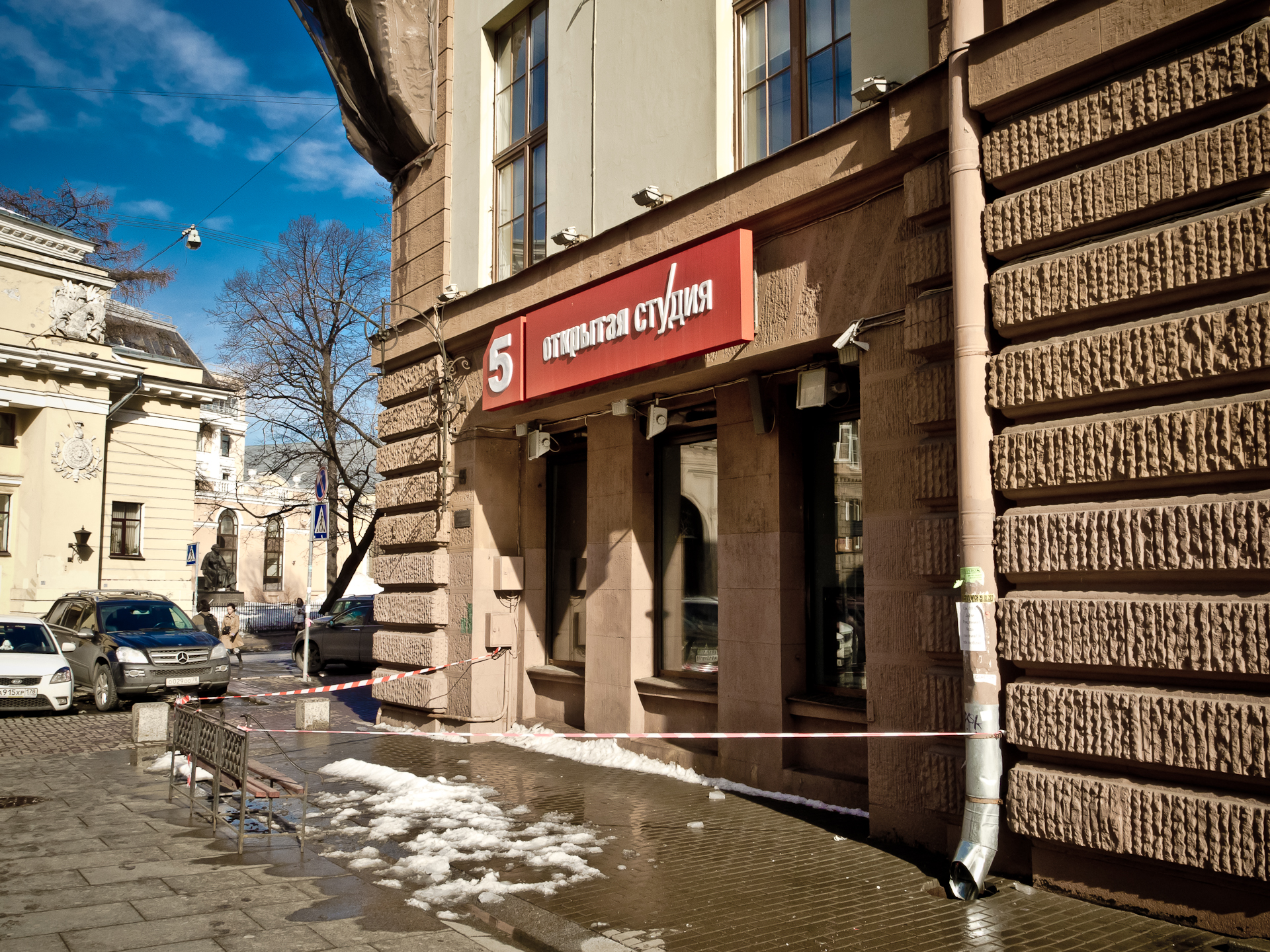
Ленинградский Дом радио, окна «открытой студии»
Трансляция прямого эфира Пятого канала в окне «открытой студии»